# سیارک ۹۹۷۲
سیارک ۹۹۷۲ (به انگلیسی: 9972 Minoruoda، نامگذاری:1993KQ) نه هزار و نهصد و هفتاد و دومین سیارک کشف شده‌است که در ۲۶ مه ۱۹۹۳ کشف شد.